# 8月15日 (旧暦)
旧暦8月15日は、旧暦8月の15日目である。六曜は仏滅である。

## できごと
- 安和元年（ユリウス暦968年9月10日） - 康保より安和に改元
- 延元元年/建武3年（ユリウス暦1336年9月20日） - 北朝の光明天皇が即位。再び南北朝分離へ
- 永禄10年（ユリウス暦1567年9月17日） - 織田信長が斎藤龍興の居城・稲葉山城を攻略し岐阜城と改称。初めて「岐阜」の名が登場
- 享保8年（グレゴリオ暦1723年9月14日） - 江戸幕府が江戸市中に火の見櫓の設置令を発布
- 文化5年（グレゴリオ暦1808年10月4日） - フェートン号事件
- 明治2年（グレゴリオ暦1869年9月20日） - 明治政府が蝦夷地を北海道と改称する布告

## 誕生日
- 宝亀5年（ユリウス暦774年9月25日） - 平城天皇、51代天皇（+ 824年）
- 顕宗2年（グレゴリオ暦1661年10月7日） - 粛宗、李氏朝鮮王（+ 1720年）
- 宝暦11年（グレゴリオ暦1761年9月13日） - 山東京伝、戯作家（+ 1816年）
- 明和8年（グレゴリオ暦1771年9月23日） - 光格天皇、119代天皇（+ 1840年）
- 寛政10年（グレゴリオ暦1798年9月24日） - 高島秋帆、砲術家（+ 1866年）
- 天保13年（グレゴリオ暦1842年9月19日） - 臥雲辰致、発明家（+ 1900年）
- 安政元年（グレゴリオ暦1854年10月6日） - 高嶺秀夫、教育者（+ 1910年）
- 安政2年（グレゴリオ暦1855年9月25日） - 饗庭篁村、小説家・演劇評論家（+ 1922年）
- 万延元年（グレゴリオ暦1860年9月29日） - 小川一真、写真家（+ 1929年）

## 忌日
- 用明天皇元年（ユリウス暦585年9月13日） - 敏達天皇、30代天皇（* 538年?）
- 天暦6年（ユリウス暦952年9月6日） - 朱雀天皇、61代天皇（* 923年）
- 正中2年（ユリウス暦1325年9月22日） - 瑩山紹瑾、日本の曹洞宗の第四祖（* 1268年）
- 永正16年（ユリウス暦1519年9月8日） - 北条早雲、武将（* 1432年）
- 天文21年（ユリウス暦1552年9月3日） - 長尾房長、武将（* 1503年）
- 慶安元年（グレゴリオ暦1648年10月1日） - 松平直基、越前勝山藩主・大野藩主・山形藩主・姫路藩主（* 1604年）
- 元禄6年（グレゴリオ暦1693年9月14日） - 青木重正、第3代麻田藩主（* 1625年）
- 享保元年（グレゴリオ暦1716年9月30日） - 山口素堂、俳人（* 1642年）
- 延享4年（グレゴリオ暦1747年9月19日） - 細川宗孝、第5代熊本藩主（* 1716年）
- 万延元年（グレゴリオ暦1860年9月29日） - 徳川斉昭、9代水戸藩主・徳川慶喜の父（* 1800年）

## 記念日・年中行事
- 十五夜（中秋の名月）、中秋節（中国）、秋夕（朝鮮）
  - 采女祭（奈良市猿沢池）
  - 節祭（シチサイ、沖縄県八重山地方）
  - 大綱引（沖縄県糸満市）
  - 皆一踊り(島根県隠岐郡知夫村)

## 対照表
グレゴリオ暦（新暦）との対象日を示す。
- 2014年 - 09月08日
- 2015年 - 09月27日
- 2016年 - 09月15日
- 2017年 - 10月04日
- 2018年 - 09月24日
- 2019年 - 09月13日
- 2020年 - 10月01日
- 2021年 - 09月21日
- 2022年- 09月10日
- 2023年 - 9月29日
- 2024年 - 9月17日